# All Star Comics Melbourne
All Star Comics Melbourne là một cửa hàng chuyên bán  lẻ truyện tranh ở Melbourne, Úc do Mitchell Davies và Troy Varker đồng sở hữu. Cửa hàng được khai trương vào tháng 2 năm 2011 và vào năm 2014, cửa hàng đã giành được Giải thưởng Nhà bán lẻ Spirit of Comics trong lễ trao giải Eisner thường niên lần thứ 26. Hạng mục giải thưởng cũng được trao cho cả cho Legend Comics & Coffee đến từ tiểu bang Nebraska, Hoa Kỳ.

## Giải thưởng
- Giải thưởng Nhà bán lẻ Spirit of Comics tại Giải thưởng Eisner (2013, được đề cử)
- Giải thưởng Nhà bán lẻ Spirit of Comics tại Giải thưởng Eisner (2014, giành chiến thắng - chia giải với Legend Comics & Coffee) [2]